# Kost ar c'hoad (danse)
Pour l’article homonyme, voir Kost ar c'hoad (pays).
Le Kost ar c'hoat (Kost er c'hoed en vannetais) est une danse bretonne. Danse isolée, elle ne possède pas de bal. C'est une gavotte en 4-et-5 (dérivée des trihoris anciens d'influence bretonne). Comme les autres gavottes, c'est une danse de pied où les danseurs se tiennent fermement. Le pas est vif, avec une succession caractéristique d'appuis croisés-emboîtés.
Le kost ar c'hoad est très fréquemment dansé en fest-noz, ainsi qu'en spectacle par les danseurs de nombreux cercles celtiques de Bretagne ou d'ailleurs.

## Caractéristiques
La danse est issue d’un petit pays breton, le Bro Kost ar C’hoad (« Pays à Côté du Bois »), en Argoat au nord-ouest de Pontivy et bordé à l'est par la forêt de Quénécan. Il appartient au pays vannetais. C'est un terroir d'environ 25 km2, dont la moitié est recouverte de bois et de landes. Il comprend principalement les communes de Sainte Brigitte, de Perret, une partie la commune de Plélauff dite « Lande de Gouarec » et l'est de la commune de Silfiac. Les communes de Mellionnec et Lescouët-Gouarec en font aussi partie pour certains, mais elles appartiennent, aujourd'hui, au Pays Pourlet ,.   
La danse Kost ar c’hoad se pratique traditionnellement en ronde fermée, déplacement vers la gauche, le bras droit du (de la) danseur(se) passe par-dessus le bras gauche du danseur voisin, la tenue est ferme, le port bien droit, les danseurs sont concentrés sur l‘exécution de la danse. Lors des Bal folks elle se pratique avec des pas similaires, et plutôt en chaîne ouverte qu'en ronde. 
De nombreuses variantes existent, comme celles de Langoëlan (un peu plus à l'ouest), du Pays Pourlet (autour de Guémené-sur-Scorff, au sud-ouest), ou de Lescouët-Gouarec, entre les « pays » Fisel et Kost ar c'hoad, collecté en 1936 par Erwanez Galbrun, (encore dansée par le Cercle Celtique "Seiz Avel" de Trappes), ce qui expliquerait les levés de pied par mimétisme des danses des « pays » voisins, proches. Il faut noter que les temps 6, 7, 8, 1 et 2 rappellent ceux de la gavotte de Lescouët.
C’est grâce au travail acharné de collecteurs passionnés comme Polig Montjarret, de chercheurs comme Jean-Michel Guilcher, de fédérations comme Kendalc’h que la danse kost ar c’hoad a pu être sauvegardée et que nous avons toujours le plaisir de la danser!

## Interprétations
Dans les Côtes-d'Armor, les frères Morvan chantent leur Kost-ar-c'hoad en fest-noz. Jean Ogé (1902-1993) l'interprète à l'accordéon avec ses frères Yves et Patrice. Jean-Elie Le Goff et Jacky Hetet (1945-2019) la sonnaient en couple biniou-bombarde...
Depuis son concert à l'Olympia, Alan Stivell interprète régulièrement sa version moderne à la harpe avec violon, guitare électrique, flûte, basse, clavier, percussions... Rebaptisé 40 vloaz 'zo pour le 40e anniversaire du concert à l'Olympia, il raconte en six couplets et riffs rock la soirée de 1972.
En fest-noz, le groupe punk-rock Hiks l'utilise dans son morceau Antimatière, le groupe Startijenn l'a également modernisée.
Le kost ar c'hoad fait partie des danses bretonnes couramment jouées et dansées en Bal folk, avec de nombreuses créations "néo-folk",. La danse est souvent en chaîne ouverte, et sur un tempo plus rapide provoquant une simplification/altération des pas.